# Protifašistický odboj na Nasavrcku
Historie protifašistického odboje v letech 1939–1945 v okolí města Nasavrky je poměrně bohatá a váže se k významným událostem celonárodního významu. Jde jak o místní odbojové skupiny, tak o akce spojené s výsadky Silver A, Platinum-Pewter a Calcium.

## Historický rámec

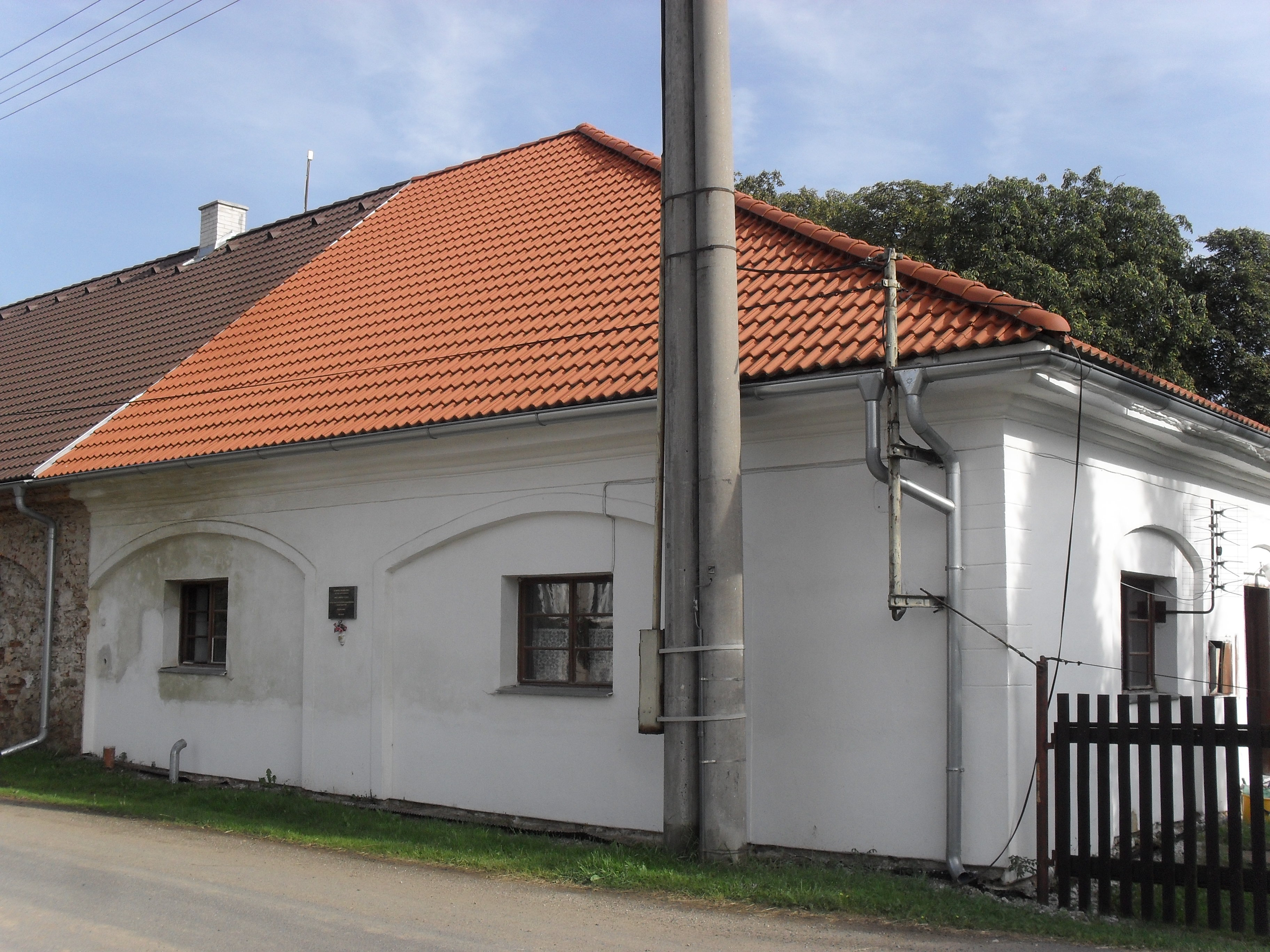
dům členů organizace ÚVOD

Počátky organizace Petiční výbor „Věrni zůstaneme“ ( PVVZ ) sahají do roku 1938, kdy po událostech, ohrožující českou národní identitu, skupina českých kulturních osobností vyjádřila svůj postoj manifestem Věrni zůstaneme, který podepsalo 308 osob.
Tak vznikl přípravný výbor PVVZ, který se začlenil do odbojové skupiny ÚVOD (Ústřední Vedení Odboje Domácího). Tato organizace se dále rozšiřovala směrem dolů po linii zaměstnanců pošt, zaměstnanců železnic a ostatních odbojářů.

## Odboj v Nasavrkách a okolí
Po linii pošt byla založena také organizace v Nasavrkách místním poštmistrem Václavem Doležalem v dubnu roku 1939. Tato organizace se díky své práci stala jednou z nejvýznamnějších, a to nejen v PVVZ, ale v celém ÚVODu. Mezi první spolupracovníky patřili Zdeněk Šukal, zástupce velitele, telefonní dozorce František Palán, dozorce lomu Josef Kneř a sládek Viktor Nebesář, všichni z Nasavrk. Navázána byla spolupráce se skupinou odbojářů v Trhové Kamenici, kterou založil sám  Václav Doležal a vedoucím této skupiny se stal ředitel tamní měšťanské školy a legionář František Hudec. Ve Slatiňanech založil skupinu četnický strážmistr Stanislav Kubíček, v Luži u Košumberka František Kašpar, v Chrudimi poštovní úředník Rudolf Michálek.
Během roku 1940 se nasavrcká skupina stále rozrůstala. Zapojeni byli také někteří lidé ze sousedních obcí, z Hradiště rolník Ladislav Korábek, z Javorného rolník Jaroslav Novák, z Velké Stříteže manželé Málkovi a Mrtkovi a z Rohozné Josef Rohlík.
V roce 1940 bylo navázáno spojení s ing. Václavem Syrovátkou, který byl přímo napojen na pražské vedení nekomunistického zahraničního odboje. Nasavrcká skupina se také soustředila na úkoly zpravodajské, rozšiřování ilegálního tisku a získávání zbraní a trhavin. Díky blízko ležícím lomům bylo možné získat množství trhavin pro plánované diverze a sabotáže v nejbližším okolí. Trhaviny dodávali majitelé lomů z Nové Vsi, Nasavrk, Švihova, a z lomu u Ležáků. Antonín Paulus a Zdeněk Šukal, falšovali dokumenty o příjmu a použití dynamitu a takto získané trhaviny předávali organizaci. Zbraně byly získávány hlavně od soukromých vlastníků.
Nasavrcká skupina získala i vysílačku, kterou koupila od firmy Vyskočil za 18 000 korun. Do Nasavrk byla dopravena šoférem Karlem Pazderou. Vysílačka byla ukryta v lomě Čeňka Hochmana, odkud se Václav Doležal pokusil o první navázání spojení s Londýnem.

## Paravýsadky
Nasavrcká skupina byla schopna přijmout parašutistu z Anglie. Vybrána byla kvůli vhodnému terénu, kde mohla najít úkryt i početnější přijímací skupina a kde také celá akce mohla ujít pozornosti německých policejních i vojenských orgánů. Celá akce dostala název Operace Percentage.